# Université nouvelle de Bruxelles
Cet article possède un paronyme, voir Université de Bruxelles.
L'université nouvelle de Bruxelles est fondée en octobre 1894 par Paul Janson, Edmond Picard, Guillaume De Greef, Élie Lambotte, Émile Vandervelde, Jacques des Cressonnières et Charles Dejongh. L'institution ferme ses portes en 1919.

## Histoire

### De 1894 à 1914
Le conseil d’administration de l'université libre de Bruxelles s’oppose à la venue d'Élisée Reclus, géographe anarchiste, invité à y faire une conférence par Hector Denis, recteur. Un certain nombre de personnalités libérales et socialistes font alors en sorte que le cours de Reclus puisse avoir lieu dans les locaux de la loge maçonnique Les Amis philanthropes. 
Les débats se poursuivent et un petit groupe se forme pour étudier la possibilité de créer une nouvelle université. Ce Comité, vite appelé « Comité Janson », se compose de Paul Janson, Edmond Picard, Guillaume De Greef, Élie Lambotte, Émile Vandervelde, Jacques des Cressonnières et Charles Dejongh ; il étudie l'idée de fonder l'École Libre d'Enseignement Supérieur, ou Université nouvelle de Bruxelles. L'institution ouvre ses portes le 25 octobre 1894 et offre ses premiers cours au no 13 de la rue des Minimes, dans l'ancienne maison de Théodore Verhaegen. Le 18 mars 1898 y est fondé un Institut Géographique avec le concours d'Élisée Reclus. 
Le gouvernement belge ne reconnaît pas les diplômes obtenus par les étudiants et les finances vont rapidement manquer. Les professeurs, par ailleurs, ne reçoivent pas de salaire, ou, du moins des compensations bien maigres. 

### Première Guerre mondiale et liquidation
Pendant la Grande Guerre, l'Université Nouvelle se démarque en continuant de fonctionner, alors que les autres universités belges sont elles fermées. 
En 1919, les membres de l'Université décident de la dissoudre et de négocier sa fusion avec l'Université Libre de Bruxelles. Aujourd'hui, de cette expérience de 25 ans, il ne reste plus que l'Institut des Hautes Études de Belgique qui est installé dans des locaux fournis par l'Université de Bruxelles et qui offre toujours l'accès gratuit à ses cours et conférences.

## Professeurs notables
- Louis de Brouckère
- Gisbert Combaz
- Paul-Louis Couchoud
- Alexandra David-Néel
- Guillaume De Greef
- Ovide Decroly
- Charles Dejongh
- Célestin Demblon
- Jacques des Cressonnières
- Georges Eekhoud
- Enrico Ferri
- Henri Frick
- Augustin Hamon
- Marcel Hébert
- Victor Horta
- Paul Janson
- Paul-Émile Janson
- Maxime Kovalevski
- Henri La Fontaine
- Achille Loria
- Edmond Picard
- Élie Reclus
- Élisée Reclus
- Paul Reclus
- Paul Auguste Sollier
- Eugène Soudan
- Paul Spaak
- Émile Vandervelde
- Emile Vinck
- Raphaël Petrucci

## Sitographie
- « L'Université Nouvelle, une université ouverte pendant la guerre… », sur Le Blog des Archives & Bibliothèques de l'ULB sur la Guerre 1914-18, 19 décembre 2014.
- « Le Libre examen et Université Nouvelle : la première crise », sur La Digithèque de l'ULB.